# Wellington Reservoir
Wellington Reservoir är en reservoar i Australien. Den ligger i delstaten Western Australia, omkring 160 kilometer söder om delstatshuvudstaden Perth. Wellington Reservoir ligger 166 meter över havet. Arean är 12,0 kvadratkilometer. Den sträcker sig 11,9 kilometer i nord-sydlig riktning, och 7,0 kilometer i öst-västlig riktning.
I omgivningarna runt Wellington Reservoir växer i huvudsak städsegrön lövskog. Runt Wellington Reservoir är det mycket glesbefolkat, med 5 invånare per kvadratkilometer. Genomsnittlig årsnederbörd är 785 millimeter. Den regnigaste månaden är september, med i genomsnitt 152 mm nederbörd, och den torraste är februari, med 7 mm nederbörd.